# Trachyloma wattsii
Trachyloma wattsii är en bladmossart som beskrevs av Brotherus 1915. Trachyloma wattsii ingår i släktet Trachyloma och familjen Pterobryaceae. Inga underarter finns listade i Catalogue of Life.